# Cephalotripsy
Cephalotripsy är en amerikansk musikgrupp inom genrerna slam death metal och brutal death metal, bildad 2003. 
Bandets namn avser den medicinska utgärd som innebär att man krossar ett dödfött barns huvud för att förenkla förlossningen.

## Diskografi
Studioalbum
- 2007 – Uterovaginal Insertion of Extirpated Anomalies

Demoer och promos
- 2006 – Demo 2006
- 2007 – Promo 2007
- 2011 – Promo 2011

Övrigt
- 2010 – Membro Cephalic Symbiosis (split med Membro Genitali Befurcator)